# Loudonville, Ohio
Loudonville, Ohio (енгл. Loudonville) град је у америчкој савезној држави Охајо.

## Демографија
По попису из 2010. године број становника је 2.641, што је 265 (-9,1%) становника мање него 2000. године.
| Група             | 2000.         | 2010.         |
| Белци             | 2.864 (98,6%) | 2.569 (97,3%) |
| Афроамериканци    | 0 (0,0%)      | 16 (0,6%)     |
| Азијати           | 6 (0,2%)      | 10 (0,4%)     |
| Хиспаноамериканци | 15 (0,5%)     | 26 (1,0%)     |
| Укупно            | 2.906         | 2.641         |